# タツノ
株式会社タツノ(TATSUNO Corporation)は、石油関連機器の製造を中心とする機械メーカーである。
ガソリンスタンドに設置されるガソリン計量機では、国内の最大のシェアを占める。

## 主な製品・事業
- 石油用各種機器製造販売。
- ガソリンスタンド向け販売業務用OA機器販売。
- ガソリンスタンド、油槽所、工場用プラントの設計・施工

## 事業所
- 本社 - 〒108-8520 東京都港区三田3-2-6
- 横浜工場 - 〒244-8501 神奈川県横浜市栄区笠間4-1-1
- 支店 - 札幌市・仙台市・宇都宮・東京都・横浜市・名古屋市・大阪市・広島市・福岡市

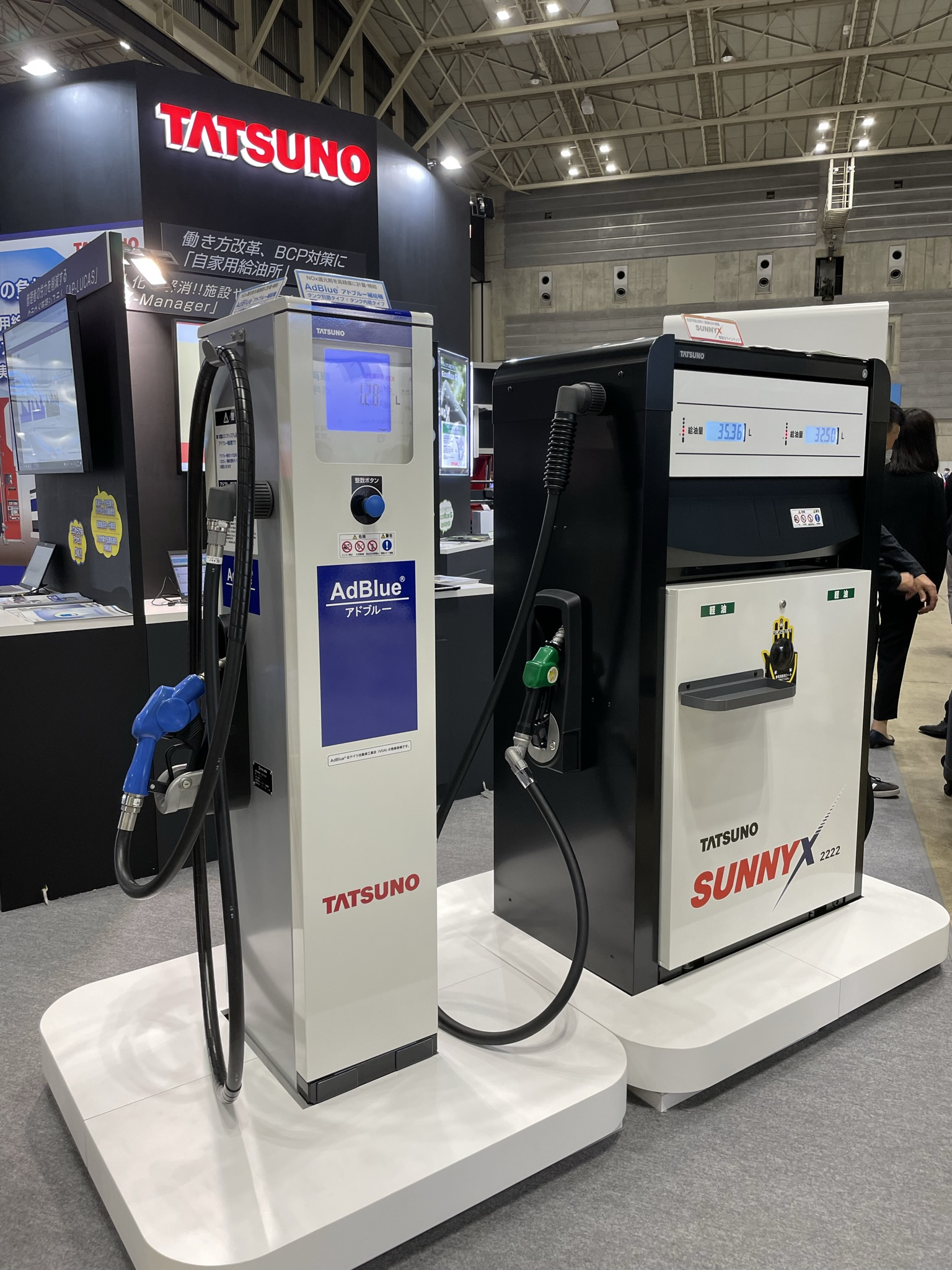
アドブルー補給機と給油計量器SUNNY-X

## 沿革
- 1911年 - 創業者龍野右忠が龍野製作所を創立
- 1919年 - 国内初のガソリン計量機の製造に成功
- 1928年 - 株式会社東京龍野製作所に社名変更
- 1968年 - 株式会社東京タツノに社名変更
- 1992年 - 株式会社タツノ・メカトロニクスに社名変更
- 2012年 - 子会社日本エンヂニヤー・サービス株式会社と合併、株式会社タツノに社名変更